# Península de Melville

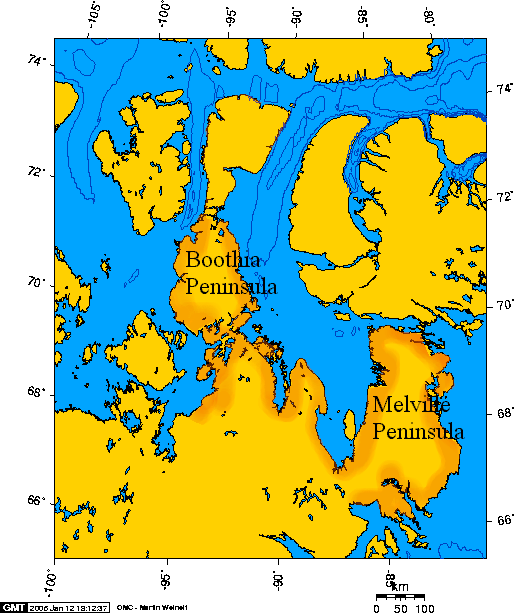
Les penínsules de Boothia i Melville, Nunavut, Canadà.

La Península de Melville és una gran península de l'Àrtida del Canadà. des de l'any 1999 forma part de Nunavut. Amb anterioritat formava part del Districte de Franklin. Queda separat de l'illa Southampton per l'Estret Frozen. L'estret istme que connecta la península al continent rep el nom de “Rae Isthmus” per l'explorador Dr John Rae.